# Galeodes lacertosus
Galeodes lacertosus är en spindeldjursart som beskrevs av Roewer 1934. Galeodes lacertosus ingår i släktet Galeodes och familjen Galeodidae. Inga underarter finns listade i Catalogue of Life.